# Giedajty
Giedajty (deutsch Gedaithen) ist ein polnischer Ort in der Woiwodschaft Ermland-Masuren. Er gehört zur Gmina Jonkowo (Landgemeinde Jonkendorf) im Powiat Olsztyński (Kreis Allenstein).

## Geographische Lage
Giedajty liegt nördlich des Gedaither Sees (polnisch Jezioro Giedajskie) im Westen der Woiwodschaft Ermland-Masuren, zwölf Kilometer westlich der Kreis- und Woiwodschaftshauptstadt Olsztyn (deutsch Allenstein).

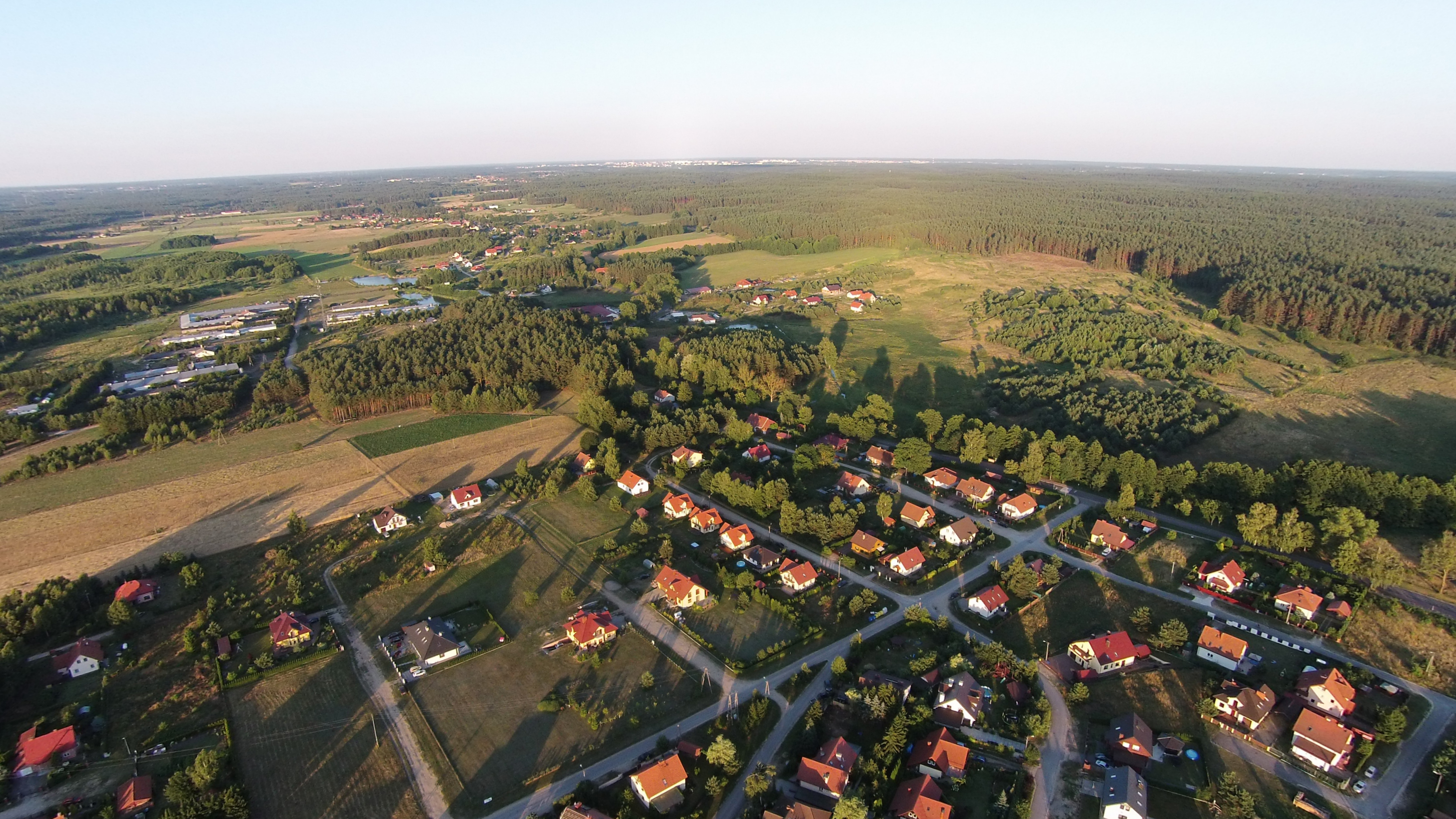
Luftaufnahme Giedajty (östlicher Dorfteil)

## Geschichte
Das seinerzeit Gadawken und nach 1426 Gedaiten genannte Dorf wurde 1346 vom Prußen Gedete gegründet. Am 5. Mai 1426 erfolgte die Neuverleihung der Handfeste. Im Jahre 1785 meldete das königliche Bauerndorf 18 Feuerstellen, im Jahre 1820 nannte es 18 Wohngebäude mit 89 Einwohnern, und die Volkszählung am 3. Dezember 1861 ergab 23 Wohngebäude bei 163 Einwohnern.
Die Landgemeinde Gedaithen wurde 1874 Teil des neu errichteten Amtsbezirks Schöneberg (polnisch Wrzesina) im ostpreußischen Kreis Allenstein.
327 Einwohner waren im Jahre 1910 in Gedaithen registriert. Ihre Zahl belief sich 1933 auf 300 und 1933 auf 278.
Das gesamte südliche Ostpreußen fiel 1945 in Kriegsfolge an Polen. Gedaithen erhielt die polnische Namensform „Giedajty“ und ist heute eine Ortschaft im Verbund der Landgemeinde Jonkowo (Jonkendorf) im Powiat Olsztyński (Kreis Allenstein), von 1975 bis 1998 der Woiwodschaft Olsztyn, seither der Woiwodschaft Ermland-Masuren zugehörig. Die Zahl der Einwohner Giedajtys belief sich 2021 auf 635.

## Kirche
Bis 1945 war Gedaithen in die evangelische Kirche Allenstein in der Kirchenprovinz Ostpreußen der Kirche der Altpreußischen Union, außerdem in die römisch-katholische Kirche Alt Schöneberg (polnisch Wrzesina) im Bistum Ermland eingepfarrt.
Der Bezug zu beiden Kirchen besteht auch nach 1945 für Giedajty: zur evangelischen – nun mit einem Namen versehenen – Christus-Erlöser-Kirche in Olsztyn (Allenstein), jetzt der Diözese Masuren der Evangelisch-Augsburgischen Kirche in Polen zugehörig, sowie zur katholischen Pfarrei in Wrzesina, jetzt im Erzbistum Ermland.

## Verkehr

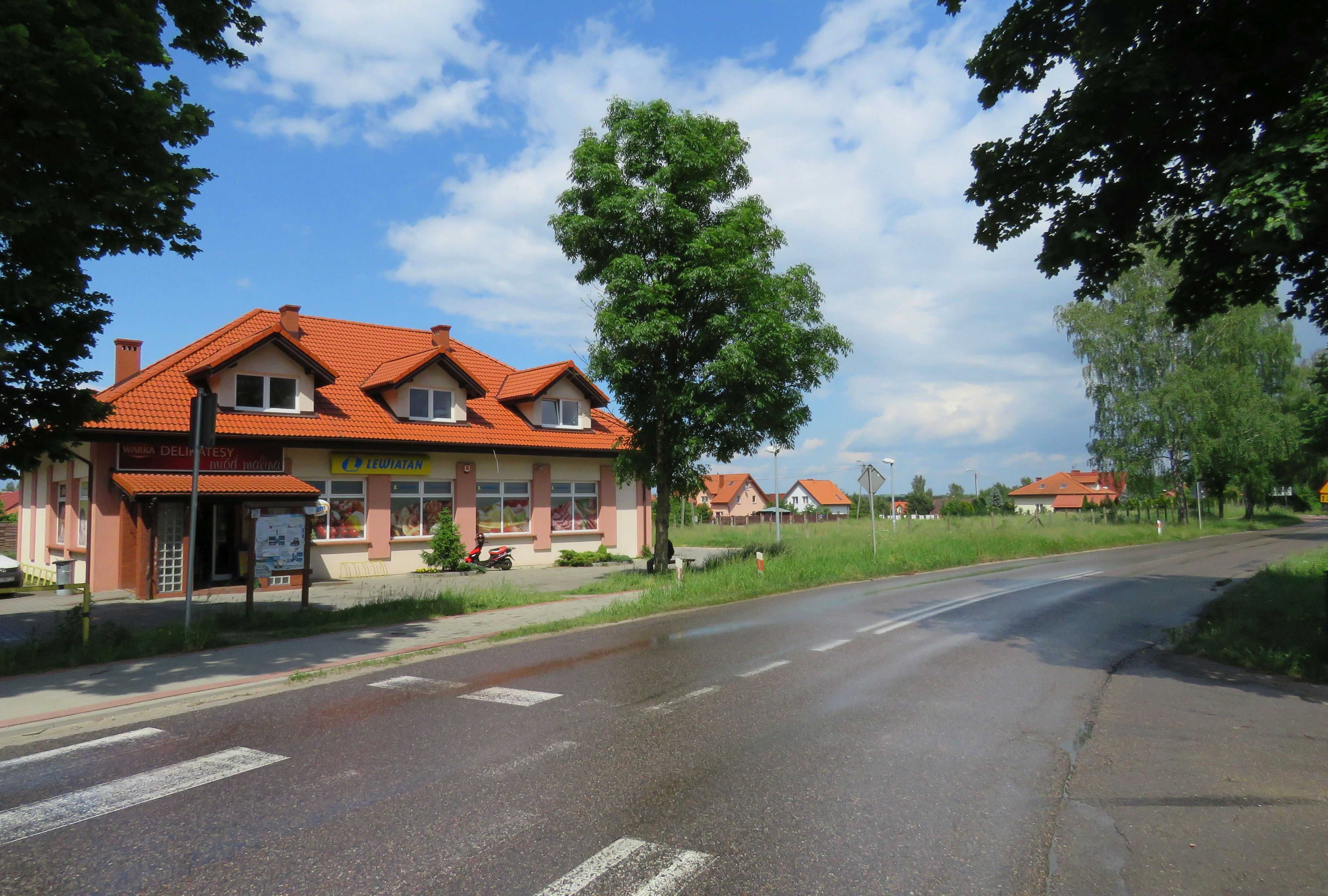
Ortsdurchfahrt Giedajty der DW 527

Giedajty liegt an der verkehrsreichen polnischen Woiwodschaftsstraße 527 (einstige deutsche Reichsstraße 133), die die westliche Woiwodschaft Ermland-Masuren durchquert und die Städte Dzierzgoń (Christburg), Pasłęk (Preußisch Holland) und Morąg (Mohrungen) mit Olsztyn (Allenstein) verbindet. Von Jonkowo (Jonkendorf) führt eine Nebenstraße direkt in den Ort Giedajty.
Auf halbem Wege zwischen Jonkowo und Giedajty liegt die Bahnstation Jonkowo. Sie liegt Giedajty am nächsten. Die seit 1883 bestehende Bahnlinie 220 verbindet im Betrieb der Polnischen Staatsbahn Olsztyn mit Bogaczewo (Güldenboden).